# 威斯特法倫公園
威斯伐倫公園（Westfalenpark）是位於德國多特蒙德的大型公園，該公園是歐洲最大的內城公園之一，也是北萊茵-威斯特法倫州遠足和休閒的熱門目的地。